# Deutsche Meisterschaften im Sommerbiathlon 2008
Die 10. Deutschen Meisterschaften im Sommerbiathlon 2008 wurden vom 12. bis 14. September im Hohenzollern-Skistadion in Bayerisch Eisenstein ausgetragen und vom SV Bayerisch Eisenstein organisiert. Die Wettbewerbe im Crosslauf wurden sowohl bei den Männern wie auch bei den Frauen in den Teildisziplinen Kleinkalibergewehr und Luftgewehr im Sprint, im Massenstart und einem Staffelwettbewerb ausgetragen. Die Staffeln wurden nach Bundesländern oder Regionen zusammengestellt, vereinzelt waren auch Vereinsstaffeln am Start. Insgesamt waren in allen Altersklassen und Disziplinen 550 Athleten und Athletinnen am Start, das größte Kontingent stellte Bayern mit 97 Sportlern in den Luftgewehr- und 15 Sportlern in den Kleinkaliber-Wettbewerben.
Erfolgreichste Teilnehmerin war Nicole Kneller mit drei von vier möglichen Einzeltiteln und einem zweiten Rang. Monika Liedtke gewann mit ihrem Titel im Kleinkaliber-Sprint ihren 30. DM-Titel.

## Ergebnisse Frauenwettbewerbe
| Kleinkaliber             | Kleinkaliber      | Kleinkaliber                                        | Kleinkaliber                                  | Kleinkaliber                                                |
| ------------------------ | ----------------- | --------------------------------------------------- | --------------------------------------------- | ----------------------------------------------------------- |
| Datum                    | Disziplin         | Erster Platz                                        | Zweiter Platz                                 | Dritter Platz                                               |
| 13. September 2008 (Fr.) | Sprint, 3 km      | Monika Liedtke                                      | Nicole Kneller                                | Sonja Deiß                                                  |
| 12. September 2008 (Sa.) | Massenstart, 5 km | Nicole Kneller                                      | Monika Liedtke                                | Sonja Deiß                                                  |
| 14. September 2008 (So.) | 3 × 3 km          | Württemberg I Lena Schäfer Annika Pfeil Andrea Pögl | Berlin Maike Stumpf Sonja Deiß Monika Liedtke | Württemberg II Julia Baiker Vanessa Kluge Ann-Tina Weippert |

| Luftgewehr               | Luftgewehr        | Luftgewehr                                               | Luftgewehr                                        | Luftgewehr                                            |
| ------------------------ | ----------------- | -------------------------------------------------------- | ------------------------------------------------- | ----------------------------------------------------- |
| Datum                    | Disziplin         | Erster Platz                                             | Zweiter Platz                                     | Dritter Platz                                         |
| 13. September 2008 (Fr.) | Sprint, 3 km      | Nicole Kneller                                           | Anita Cruchten                                    | Monika Liedtke                                        |
| 12. September 2008 (Sa.) | Massenstart, 5 km | Nicole Kneller                                           | Kirsten Mühlenkamp                                | Andrea Ziegler                                        |
| 14. September 2008 (So.) | 3 × 3 km          | Bayern I Tanja Rosshuber Barbara Pointner Anita Cruchten | Berlin I Jeannine Hoppe Sonja Deiß Monika Liedtke | Westfalen II Kirsten Mühlenkamp Ira Kühne Kyra Hohage |

## Ergebnisse Männerwettbewerbe
| Kleinkaliber             | Kleinkaliber      | Kleinkaliber                                      | Kleinkaliber                                      | Kleinkaliber                                 |
| ------------------------ | ----------------- | ------------------------------------------------- | ------------------------------------------------- | -------------------------------------------- |
| Datum                    | Disziplin         | Erster Platz                                      | Zweiter Platz                                     | Dritter Platz                                |
| 13. September 2008 (Fr.) | Sprint, 4 km      | Steffen Jabin                                     | Christian Moser                                   | Franz Staudhammer                            |
| 12. September 2008 (Sa.) | Massenstart, 6 km | Marcel Bräutigam                                  | Tobias Giering                                    | Christian Moser                              |
| 14. September 2008 (So.) | 3 × 4 km          | Thüringen Paul Böttner Marcel Bräutigam Erik Lahl | Westfalen Simon Greitemann Jan Chomse Ralf Klauke | Bayern Nico Alt Thomas Bauer Christian Moser |

| Luftgewehr               | Luftgewehr        | Luftgewehr                                        | Luftgewehr                                                       | Luftgewehr                                                |
| ------------------------ | ----------------- | ------------------------------------------------- | ---------------------------------------------------------------- | --------------------------------------------------------- |
| Datum                    | Disziplin         | Erster Platz                                      | Zweiter Platz                                                    | Dritter Platz                                             |
| 13. September 2008 (Fr.) | Sprint, 4 km      | Steffen Jabin                                     | Christian Moser                                                  | Markus Giering                                            |
| 12. September 2008 (Sa.) | Massenstart, 6 km | Markus Giering                                    | Daniel Hummel                                                    | Albert Hinterstoisser                                     |
| 14. September 2008 (So.) | 3 × 4 km          | Hessen I Marcel Saur Markus Kessler Niklas Heyser | Bayern I Franz Staudhammer Albert Hinterstoisser Christian Moser | Württemberg I Markus Giering Tobias Giering Daniel Hummel |